# Kamera cofania

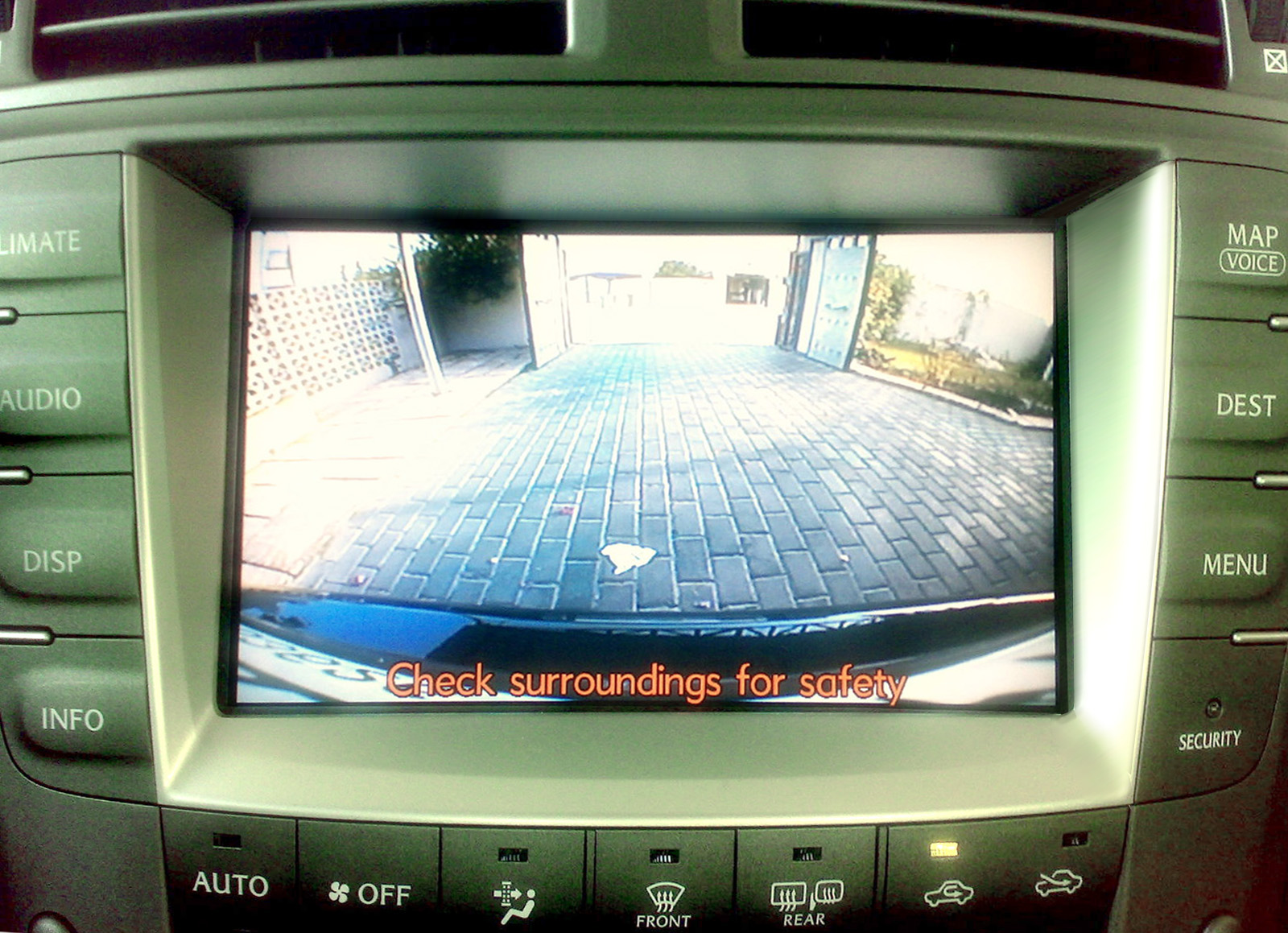
Widok pola z tyłu pojazdu na monitorze kamery cofania – Lexus IS 250

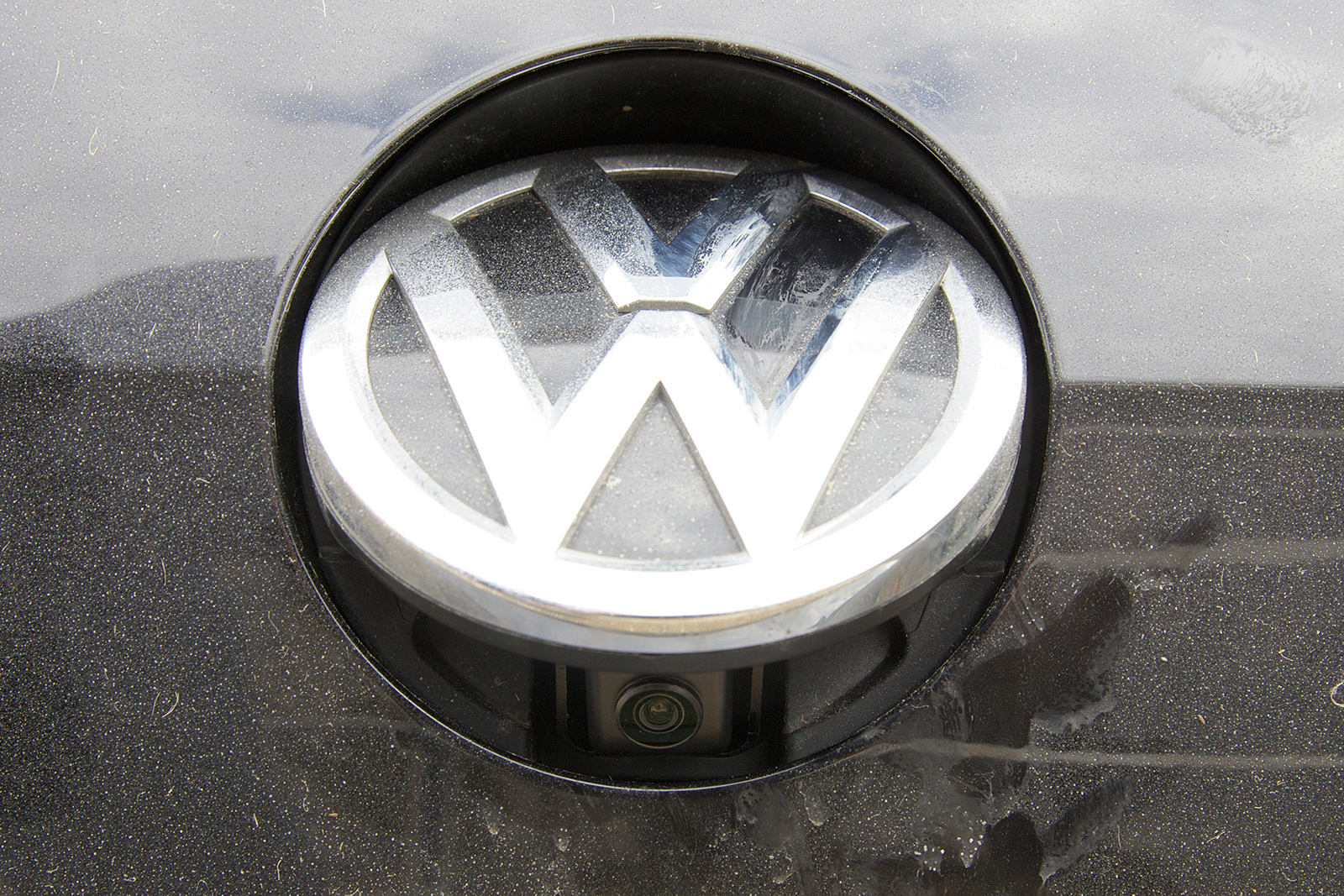
Kamera w Volkswagenie Golfie VII umieszczona pod ruchomym znaczkiem firmowym, by chronić obiektyw przed zabrudzeniem

Kamera cofania – urządzenie elektroniczne montowane fabrycznie w samochodach niektórych marek (m.in. Toyota, Nissan i Mazda), które umożliwia kierującemu obserwację w ciągu dnia i w nocy martwego pola z tyłu pojazdu podczas wykonywania manewru cofania.
Na ekranie monitora (umieszczonego na desce rozdzielczej) kierowca widzi jezdnię, chodnik i niewielkie przedmioty, np. słupek, kosz na śmieci, lub osoby, np. dzieci. Kamera umieszczona jest najczęściej w tylnym zderzaku lub w podkładce tylnej tablicy rejestracyjnej. Kamera cofania może być montowana również niefabrycznie.
Wyświetlany obraz na monitorze jest odbiciem lustrzanym (odbicie poziome); zakres obrazu (dzięki zastosowaniu soczewki szerokokątnej w kamerze) wynosi ok. 180 stopni.

## Główne elementy
- kamera (z możliwością regulacji pochylenia),
- przewód zasilający do kamery,
- przewód łączący kamerę z monitorem (monitor w technologii LCD, przekątna ekranu 4″, 5″, 7″ lub 8″ w zależności od producenta).

Stosowane są ponadto kamery cofania w technologii Bluetooth w systemach nawigacji GPS z możliwością podłączenia telefonu komórkowego, odtwarzacza plików MP3, MP4 i zdjęć (np. JPEG, jpg) i słuchawek.